# Pombia
Pombia – miejscowość i gmina we Włoszech, w regionie Piemont, w prowincji Novara.
Według danych na rok 2004 gminę zamieszkiwało 1816 osób, 165,1 os./km².